# Berlin Tennis Open 2025
Berlin Tennis Open 2025, oficiálně Berlin Tennis Open by HYLO, byl tenisový turnaj na ženském profesionálním okruhu WTA Tour, hraný v Rot-Weiß Tennis Clubu. Devadesátý osmý ročník German Open probíhal mezi 16. a 22. červnem 2025 v německé metropoli Berlíně na otevřených travnatých dvorcích.
Turnaj dotovaný 925 661 eury patřil do kategorie WTA 500. Nejvýše nasazenou singlistkou se stala světová jednička Aryna Sabalenková, kterou v semifinále vyřadila Vondroušová. Jako poslední přímá účastnice do dvouhry nastoupila 18. hráčka žebříčku Donna Vekićová z Chorvatska. V důsledku invaze Ruska na Ukrajinu na konci února 2022 řídící organizace tenisu ATP, WTA a ITF s grandslamy rozhodly, že ruští a běloruští tenisté mohli dále na okruzích startovat, ale do odvolání nikoli pod vlajkami Ruska a Běloruska.
Pozici ředitele turnaje převzal po Rittnerové bývalý tenista, člen Top 50 a berlínský rodák Markus Zoecke, který byl součástí realizačního týmu i v předchozích letech. Nová pozice „Director of Excitement“ (ředitelky pro vzrušení) byla vytvořena pro bývalou hráčku první světové desítky Andreu Petkovicovou. V její gesci bylo zvýšení publicity turnaje, přilákání diváků do areálu a zanechání emoční stopy u hráček.
Třetí singlový titul na okruhu WTA Tour, a první v úrovni WTA 500, vyhrála 25letá Češka Markéta Vondroušová. Jako 164. tenistka žebříčku se stala nejníže postavenou šampionkou German Open. Čtyřhru ovládly Slovenka Tereza Mihalíková s Britkou Olivií Nichollsovou a získaly první společnou trofej.

## Rozdělení bodů a finančních odměn

### Rozdělení bodů
| Soutěž  | Soutěž | vítězky | finalistky | semifinalistky | čtvrtfinalistky | 16 v kole | 32 v kole | Q  | Q2 | Q1 |
| ------- | ------ | ------- | ---------- | -------------- | --------------- | --------- | --------- | -- | -- | -- |
| dvouhra | [ 2 ]  | 500     | 325        | 195            | 108             | 60        | 1         | 25 | 13 | 1  |
| čtyřhra | [ 8 ]  | 500     | 325        | 195            | 108             | 1         | —         | —  | —  | —  |

### Finanční odměny
| Soutěž                                | Soutěž      | vítězky   | finalistky | semifinalistky | čtvrtfinalistky | 16 v kole | 32 v kole | Q2      | Q1      |
| ------------------------------------- | ----------- | --------- | ---------- | -------------- | --------------- | --------- | --------- | ------- | ------- |
| dvouhra                               | [ 2 ] [ 9 ] | 142 610 € | 87 825 €   | 51 305 €       | 24 950 €        | 13 651 €  | 9 829 €   | 6 630 € | 3 390 € |
| čtyřhra                               | [ 8 ]       | 47 220 €  | 28 700 €   | 16 660 €       | 8 550 €         | 5 220 €   | —         | —       | —       |
| částky ve čtyřhře jsou uváděny na pár |             |           |            |                |                 |           |           |         |         |

## Ženská dvouhra

### Nasazení
| Stát                          | Hráčka             | WTA | Nasazení |
| ----------------------------- | ------------------ | --- | -------- |
|                               | Aryna Sabalenková  | 1.  | 1.       |
| USA                           | Coco Gauffová      | 2.  | 2.       |
| USA                           | Jessica Pegulaová  | 3.  | 3.       |
| Itálie                        | Jasmine Paoliniová | 4.  | 4.       |
| Čína                          | Čeng Čchin-wen     | 5.  | 5.       |
|                               | Mirra Andrejevová  | 6.  | 6.       |
| USA                           | Madison Keysová    | 8.  | 7.       |
| Španělsko                     | Paula Badosová     | 9.  | 8.       |
| Žebříček WTA k 9. červnu 2025 |                    |     |          |

### Jiné formy účasti
Následující hráčky obdržely divokou kartu:
- Eva Lysová
- Naomi Ósakaová
- Bianca Andreescuová

Následující hráčka nastoupila pod žebříčkovou ochranou:
- Markéta Vondroušová

Následující hráčky postoupily z kvalifikace:
- Caroline Dolehideová
- Sofia Keninová
- Rebeka Masárová
- Kateřina Siniaková
- Viktorija Tomovová
- Wang Sin-jü

Následující hráčky postoupily z kvalifikace jako šťastné poražené:
- Ons Džabúrová
- Ashlyn Kruegerová

### Odhlášení
před zahájením turnaje
- Belinda Bencicová →  nahradila ji  Magdalena Fręchová
- Čeng Čchin-wen →  nahradila ji  Ashlyn Kruegerová
- Karolína Muchová →  nahradila ji  Marta Kosťuková
- Elina Svitolinová →  nahradila ji Ljudmila Samsonovová

## Ženská čtyřhra

### Nasazení
| Stát                                                                      | Hráčka              | Stát        | Hráčka             | WTA | Nasazení |
| ------------------------------------------------------------------------- | ------------------- | ----------- | ------------------ | --- | -------- |
| Itálie                                                                    | Sara Erraniová      | Itálie      | Jasmine Paoliniová | 12. | 1.       |
| Ukrajina                                                                  | Ljudmyla Kičenoková | Nový Zéland | Erin Routliffeová  | 16. | 2.       |
|                                                                           | Mirra Andrejevová   |             | Diana Šnajderová   | 24. | 3.       |
| USA                                                                       | Asia Muhammadová    | Nizozemsko  | Demi Schuursová    | 32. | 4.       |
| Žebříček WTA k 9. červnu 2025; číslo je součtem umístění obou členek páru |                     |             |                    |     |          |

### Jiné formy účasti
Následující páry obdržely divokou kartu do čtyřhry:
- Paula Badosová /  Ons Džabúrová
- Marta Kosťuková /  Eva Lysová

## Přehled finále

### Ženská dvouhra
- Markéta Vondroušová vs.  Wang Sin-jü, 7–6(12–10), 4–6, 6–2

### Ženská čtyřhra
- Tereza Mihalíková /  Olivia Nichollsová vs.  Sara Erraniová /  Jasmine Paoliniová, 4−6, 6−2, [10−6]